# 現在時制
現在時制（げんざいじせい）とは、言語で現在の行為、現象、状態等を表現する時制。用いられる範囲は言語により異なる。一般には過去時制および未来時制と対立するが、この区別も言語によって大きく異なる。
瞬間的な行為を表す動詞（完結相動詞）については、現実には「現在」はあり得ない（遂行動詞を除く）。このような動詞の現在形は、反復や習慣を表すのが普通である。
また、例えば英語では現在における継続・進行を表すのに現在進行形（現在時制と進行相を組み合わせた形式で現在進行時制とも呼ばれる）を用いる。日本語でも「・・・ている」という現在進行形が用いられ、反復・習慣の表現も含めこれが用いられる（場合により完了・結果も同形式で表す）。しかし世界的には進行形がない言語も多く、これらでは単純な現在形で継続や進行をも表す。
一方、未来を表現するのにも未来時制でなく現在時制を用いる言語も多く、この場合は非過去時制と呼ばれる。例えば日本語でも確定的な未来を表すのには単純な現在形が用いられる。英語やドイツ語では未来形という形式はあるが、助動詞を用いる形式であり、また現在形でも確定的な未来を表現できるので、基本的には非過去時制である。
一部には独立の未来時制がある一方で現在と過去の区別がない言語（例えばケチュア語、ユカギール語）もあり、この場合は非未来時制と呼ばれる。
ロシア語などのスラヴ語には、動詞に継続的なことを示す不完了体（非完結相）と、一回限りまたは瞬間的なことを示す完了体（完結相）との区別がある。このうち完了体には未来形がなく、完了体現在は（現在ではなく）未来のことを表す。
言語によっては、現在からごく近い未来または過去（近接未来・近接過去）にも現在時制を用いた慣用句的な表現を使う。例えば英語では近接未来を、be going to+不定詞、または現在進行形と同じbe+現在分詞で表す。フランス語でも動詞「行く」「来る」を用いた近接未来・近接過去表現がある。
時制のない言語（例えば中国語、インドネシア語など）では副詞句や文脈により時間が表現され、これらのない表現は一般に現在を表すと考えられる。

## 文学と現在時制
- 小説の地の文の時制は、過去形が一般的であるが、ポール・オースター『幽霊たち』、村上春樹『アフターダーク』、ジョン・アップダイク『走れウサギ』などが現在形を多用した小説として有名である。